# Rue Bon-Secours
Pour les articles homonymes, voir Rue du Bon Secours et Rue de Bonsecours.
La rue Bon-Secours est une rue de Nantes, en France.

## Situation et accès
Elle est située dans le centre-ville de Nantes, dans la partie orientale de l'ancienne île Feydeau, qu'elle parcourt du nord au sud sur toute sa largeur.
Elle débute, au nord, allée Duguay-Trouin, pour aboutir, au sud, quai Turenne en rencontrant les rues Haute-Saulzaie, Pagan et Kervégan sur les cinquante premiers mètres de sa longueur.

## Origine du nom
La rue doit son nom à la chapelle Notre-Dame-de Bonsecours, installée, dans un premier temps, en 1443, au nord-ouest de la rue. 

## Historique
Le besoin d'assurer la protection des voies de communication vers le sud de la Loire, pousse les autorités de la ville à étendre les fortifications de Nantes vers la rive gauche du fleuve en construisant, notamment, la forteresse de Pirmil, en 1366 (dans l'actuel quartier Nantes Sud). Cet ouvrage défensif apporte une sécurité relative sur les îles parcourues par la ligne de ponts franchissant le fleuve. L'île de la Saulzaie, la plus proche de la ville, s'urbanise en premier et devient suffisamment peuplée pour qu'en 1443 la première chapelle Notre-Dame-de Bonsecours soit édifiée, entre les actuelles rue Haute-Saulzaie et allée Duguay-Trouin (47° 12′ 50″ N, 1° 33′ 14″ O).

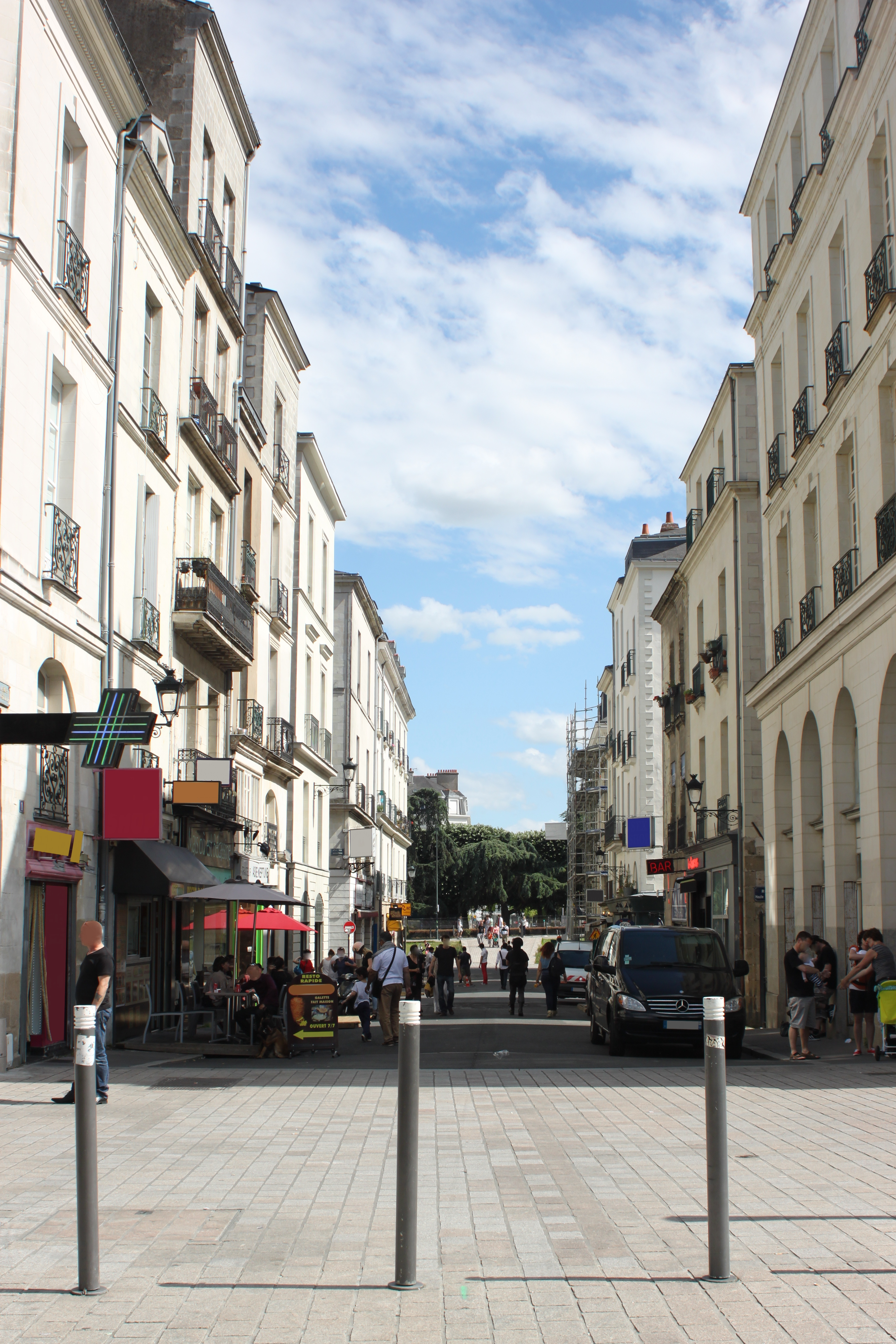
Vue de l'allée Duguay-Trouin.

Avant les travaux de comblement de la Loire, dans les années 1920 et 1930, cette artère permet de faire la transition entre deux ponts. Au nord, le « pont de la Poissonnerie » (succédant au « pont d'Aiguillon ») franchissait le « bras de la Bourse » pour rejoindre la rue de la Paix, sur la rive droite ; au sud, le « pont de la Belle-Croix » franchissait le « bras de l'Hôpital » pour atteindre la chaussée de la Madeleine, à l'est de l'île Gloriette. C'est, pendant des siècles, le seul axe routier qui permette de franchir la Loire entre le cœur de la « Cité des Ducs », formé par l'actuel quartier du Bouffay, et le faubourg de Pirmil, sur la rive gauche.
Avant de prendre son nom actuel, l'artère a porté le nom de « rue de la Poissonnerie ».
La rue devient essentiellement piétonne depuis les travaux d'aménagement du quai Turenne, situé au sud, entrepris vers la fin des années 1990. Depuis, une chaussée piétonne surélevée, placée dans l'axe de la rue, traversant les « douves vertes » située au sud de l'île, permet de rejoindre les trottoirs du nouveau boulevard Jean-Philippot qui longe ces mêmes « douves ». Une opération similaire est effectuée, en 2012, sur le côté nord de la rue, notamment allée Duguay-Trouin, dans le cadre de l'aménagement d'une partie du cours Franklin-Roosevelt qui entraîne la piétonisation de cette section.

## Rues latérales secondaires

### Rue Haute-Saulzaie
Localisation : 47° 12′ 49″ N, 1° 33′ 15″ O
La voie débute sur le côté nord-ouest de la rue Bon-Secours pour aboutir rue Balen. Son nom évoque l'ancienne île de la Saulzaie, sur laquelle la rue est établie.